# Adelmeria
Adelmeria là một chi thực vật có hoa trong họ Zingiberaceae. Nó bao gồm các loài đặc hữu Philippines. Được Henry Nicholas Ridley mô tả năm 1909 với loài Adelmeria bifida (= Adelmeria paradoxa), nhưng trong một thời gian dài nó được coi là đồng nghĩa của Alpinia. Nghiên cứu năm 2019 phục hồi nó như là một chi tách biệt.

## Các loài
Tại thời điểm năm 2020 người ta công nhận 9 loài:
- Adelmeria alpinum Elmer, 1915
- Adelmeria dicranochila Docot & Banag, 2019
- Adelmeria gigantifolia (Elmer) Elmer, 1919
- Adelmeria isarogensis Docot & Banag, 2019
- Adelmeria leonardoi Docot & Banag, 2019
- Adelmeria oblonga Merr., 1915
- Adelmeria paradoxa (Ridl.) Merr., 1915
- Adelmeria pinetorum Ridl., 1909
- Adelmeria undulata Docot & Banag, 2019